# Ivan Fedotov
Ivan Dmitrijevitj Fedotov, ryska: Иван Дмитревич Федотов, född 28 november 1996, är en finlandsfödd rysk professionell ishockeymålvakt som spelar för Philadelphia Flyers i National Hockey League (NHL).
Han har tidigare spelat för HK Neftechimik Nizjnekamsk, Salavat Julajev Ufa, Traktor Tjeljabinsk och HK CSKA Moskva i Kontinental Hockey League (KHL); Toros Neftekamsk och Tjelmet Tjeljabinsk i Vyssjaja chokkejnaja liga (VHL) samt Reaktor Nizjnekamsk i Molodjozjnaja chokkejnaja liga (MHL).
Fedotov draftades av Philadelphia Flyers i sjunde rundan i 2015 års draft som 188:e spelare totalt.